# Шелл Енерджі Стедіум
«BBVA Компасс Стедіум» (англ. BBVA Compass Stadium) — футбольний стадіон у місті Х'юстон, Техас, США, домашня арена ФК «Х'юстон Динамо».

## Загальний опис
Стадіон побудований протягом 2011—2012 років та відкритий 12 травня 2012 року як спільне володіння муніципалітету Х'юстона та ФК «Х'юстон Динамо» у формі виконавчої компанії «Harris County–Houston Sports Authority». Кошторис будівництва склав $ 95 млн, з яких $ 35 млн інвестувало місто Х'юстон та $ 60 млн — «Х'юстон Динамо». Назва арени пов'язана із укладеним спонсорським контрактом з компанією «BBVA Compass», яка належить іспанській банківській компанії «Banco Bilbao Vizcaya Argentaria».
Стадіон має гранований фасад з розширеної металевої сітки, що символізує промислову історію східного Х'юстона. Беручи до уваги вартість будівництва, арена є однією із найефективніших у США.

## Нагороди та відзнаки
10 грудня 2012 року арена отримала сертифікацію «Срібна ліцензія» від Ради з питань зеленого будівництва США. Стадіон отримав нагороду за інноваційне будівництво та сталий дизайн. Значні досягнення під час будівництва стадіону передбачали відведення 86,85 % відходів з виробництва сміття на полігони, скорочення використання води на 41 % від установки високоенергетичних туалетів, зменшення споживання енергії на 20,41 %, використання 98,42 % будівельних матеріалів із сертифікованих лісів та надання найкращих місць для паркування для автомобілів з низьким рівнем викидів палива.
Стадіон приймав матчі в рамках Золотого кубка КОНКАКАФ 2017 року.